# San Bernardino (Paraguay)
San Bernardino, chiamata comunemente nel paese Sanber, è la principale città balneare del Paraguay, situata nel dipartimento di Cordillera, bagnata dal lago Ypacaraí. Dista 50 km dalla capitale del paese, Asunción.

## Caratteristiche principali
La città ha il suo massimo sviluppo turistico da dicembre a febbraio (estate australe); in questo periodo richiama numerosi villeggianti dalla capitale e dai suoi dintorni.

## Popolazione
Al censimento del 2002 San Bernardino contava una popolazione urbana di 3.877 abitanti (9.491 nel distretto) secondo i dati della Dirección General de Estadística, Encuestas y Censos.

## Storia
La città fu fondata nel 1881 da immigrati tedeschi, che la chiamarono "Nueva Bavaria". Dopo la prima guerra mondiale molti altri nuovi immigrati giunsero dal Tanganica e dai Sudeti, e fu ribattezzata "General Bernardino Caballero", dal nome di un presidente del Paraguay.
All'Hotel Lago di San Bernardino passò le sue ultime settimane di vita il nazionalista tedesco Bernhard Förster, prima di suicidarsi il 3 giugno del 1889 con una miscela di morfina e stricnina. Ispirato da uno scritto di Richard Wagner, e mosso dal proprio antisemitismo, si stabilì in Paraguay per installarvi un insediamento tedesco con la moglie Elisabeth Förster, nata Nietzsche (sorella del filosofo), e diverse famiglie sue connazionali. Il fallimento dei suoi sforzi nella colonia di Nueva Germania lo spinsero a rifugiarsi a San Bernardino.
Förster fu sepolto nel cimitero della città. Quando il nazismo acquistò popolarità in Paraguay attorno al 1930, Förster venne considerato un eroe. Nel 1934, Adolf Hitler ordinò un servizio funerario in sua memoria, facendo spargere terra tedesca sopra la sua tomba.